# Grahame-White Type VII
O Grahame-White Type VII "Popular" foi um  biplano britânico, projetado por J.D. North e construído pela Grahame-White Aviation Company com a intenção de produzir um avião de baixo custo para popularizar a aviação. Ele foi produzido inicialmente com um motor Anzani de 3 cilindros em "Y" e 35 hp com preço de venda de menos de £ 400. Apesar do baixo preço, ele incluía refinamentos estruturais como seções transversais ocas. O seu primeiro voo ocorreu em 1913.
Em Março de 1913, o escritório de guerra britânico, tentando aumentar a força numérica do Royal Flying Corps anunciou a compra de sete aviões da Grahame-White Company, incluindo dois Type VII Popular e um Type VIIc Popular, biplano de dois lugares (que apesar do nome não tinha relação com o Type VII monoposto). Apesar do anúncio, aparentemente apenas um Type VII foi adquirido. Em serviço, recebeu o número 283, mas o avião foi muito pouco utilizado pelo RFC.